# Fredenbaumpark

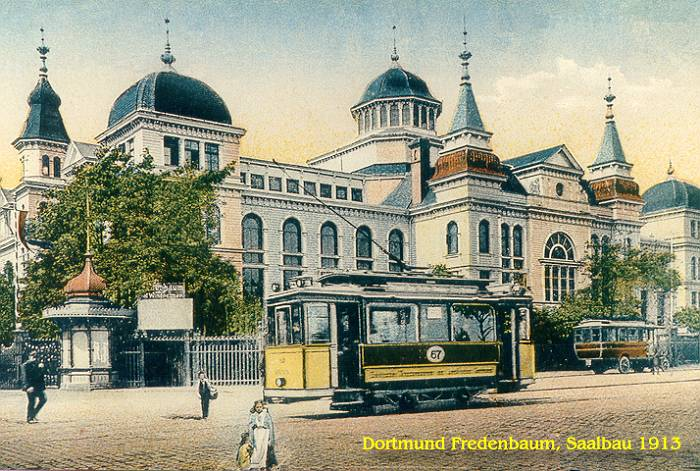
Historische Ansicht Saalbau Fredenbaum 1913

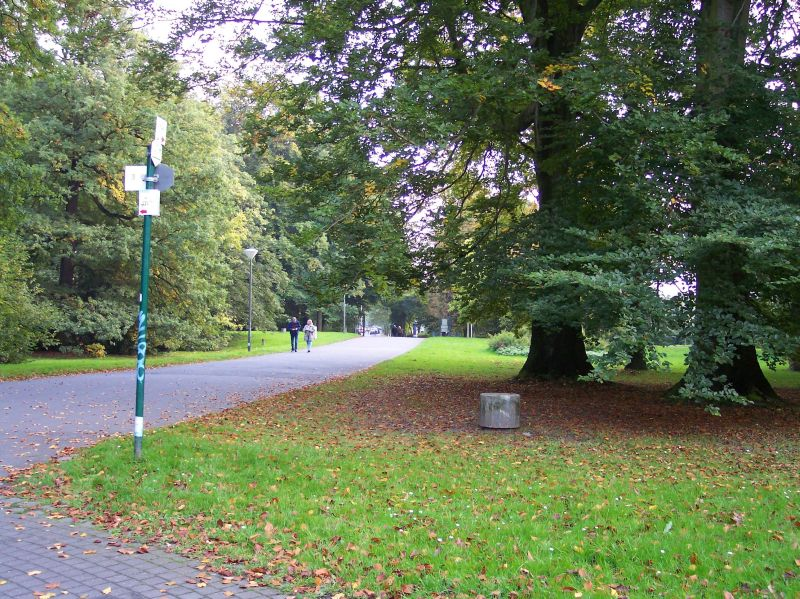
Fredenbaumpark, Zugang von der Beethovenstraße

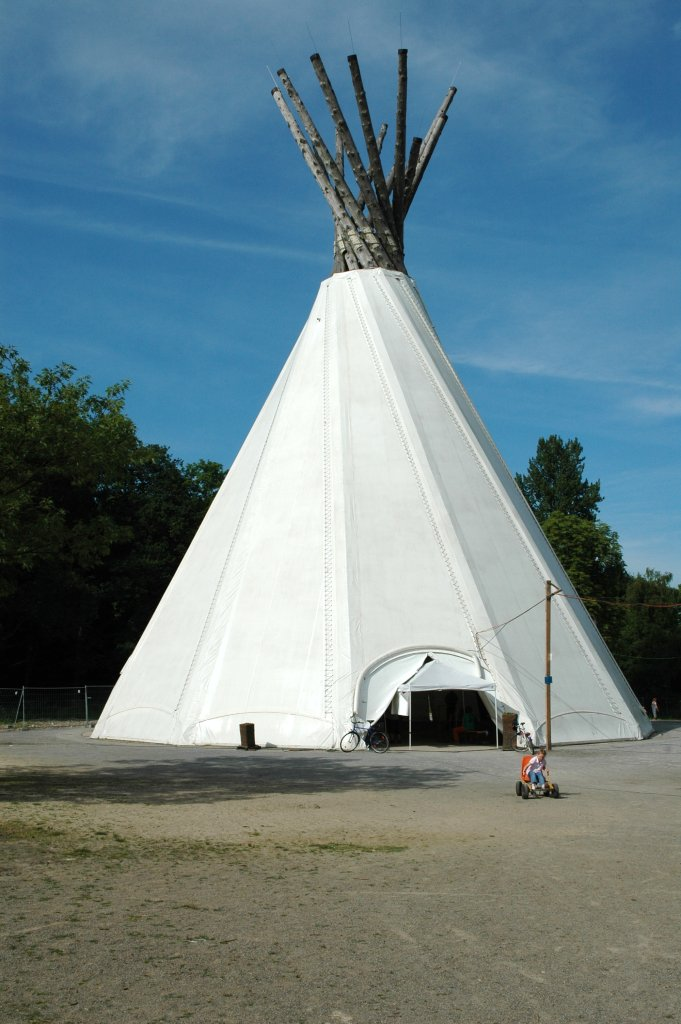
Big Tipi

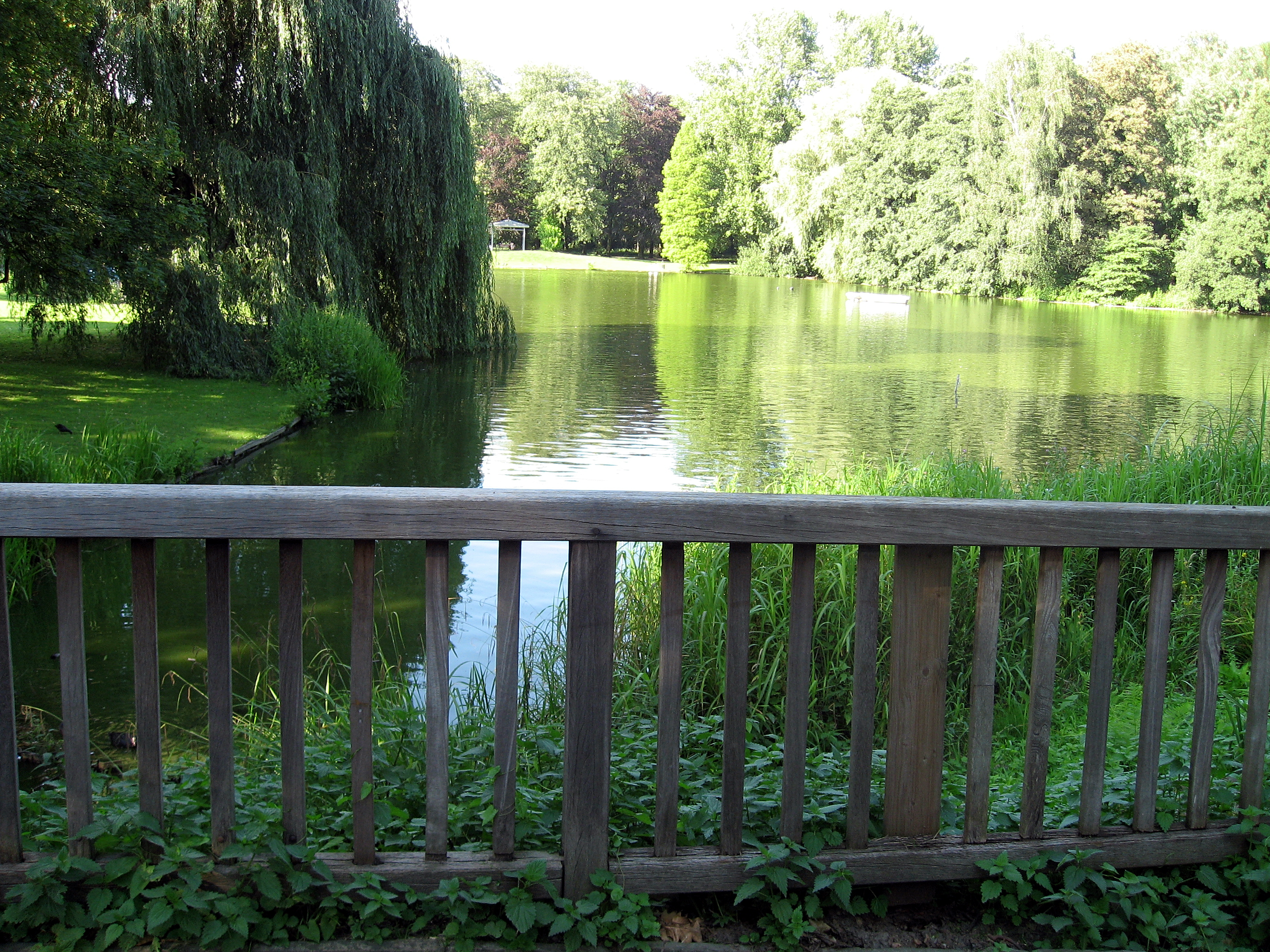
Holzbrücke am Teich

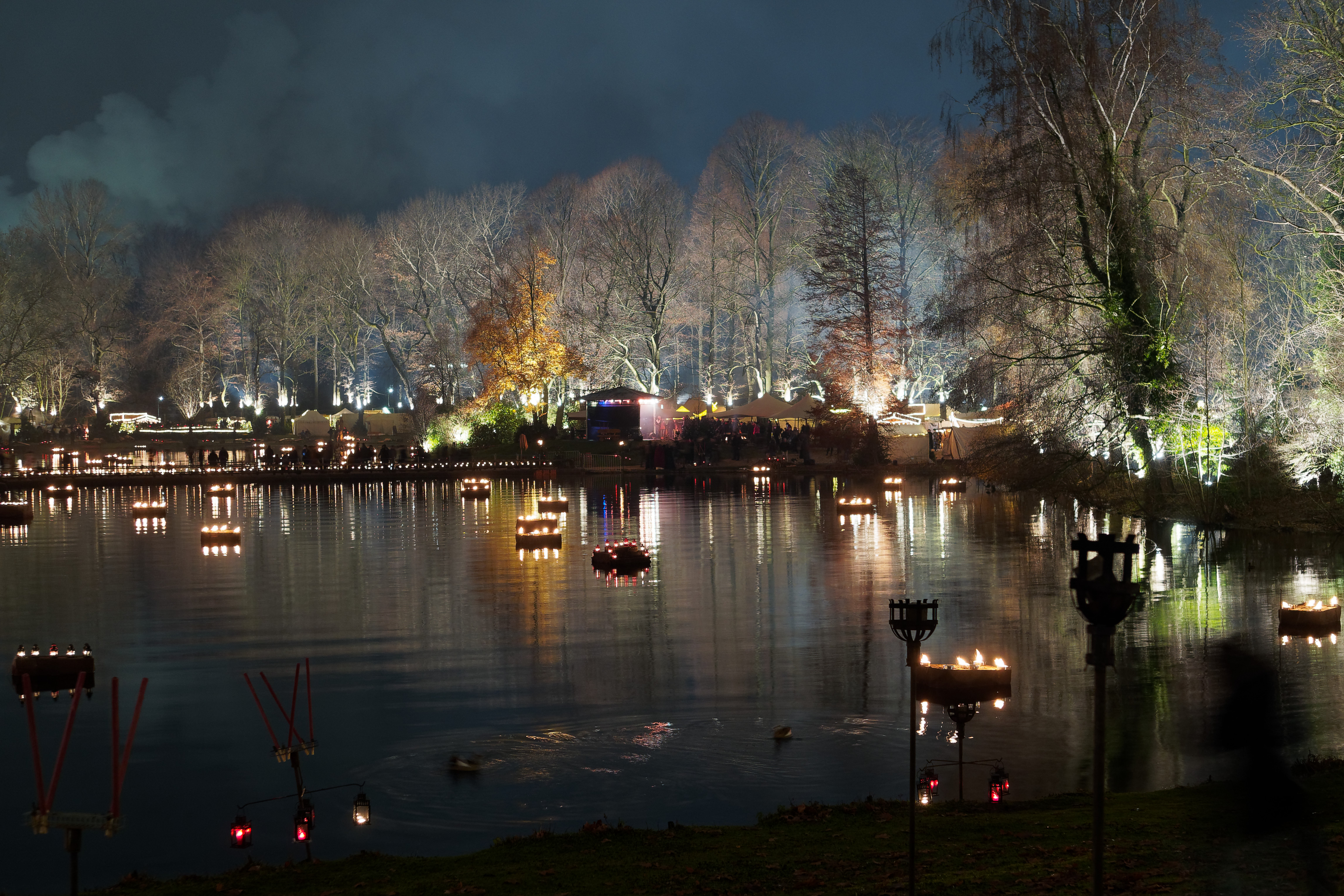
Mittelalter-Weihnachtsmarkt im Park

Der Fredenbaumpark in der Dortmunder Nordstadt zählt mit einer Fläche von 63 Hektar zu den großen Parkanlagen in der Stadt.

## Beschreibung des Parks
Der Fredenbaumpark ist durch eine abwechslungsreiche Vegetation gekennzeichnet, insbesondere große Rhododendren.
An der östlichen Grenze des Parks liegt die oberirdische Stadtbahn-Station Fredenbaum an der Münsterstraße.
Im westlichen Teil grenzt der Park mit dem Kanaluferweg an den Dortmund-Ems-Kanal. Hier verläuft eine Bahnlinie der Dortmunder Hafenbahn, benachbart sind die Ruderhäuser der Dortmunder Rudervereine und das Bundesleistungszentrum Rudern Dortmund des deutschen Ruderverbandes. Eine Öffnung des Parks hin zum Wasser wurde in den 2020er Jahren verwirklicht.

## Angebote im Park
Der Fredenbaumpark beherbergt einen großen Bau- und Abenteuerspielplatz, den die Stadt durch Ankauf und Aufbau des „Big Tipi“ von der Expo 2000 in Hannover aufwertete. Laut Angaben der Stadt Dortmund ist das Tipi 35 Meter hoch und circa 25 Meter breit und damit das größte Tipi der Welt. Das riesige Zelt beherbergt eine Kletterwelt und wird für Veranstaltungen genutzt. Um den Kindern eine Auseinandersetzung mit der Natur zu ermöglichen, werden verschiedene Haustiere gehalten und versorgt. Ein Waldstück mit Spielgeräten und einem Teich steht zur Verfügung. Aus verschiedenen Materialien können „Buden“ gebaut werden. Der Spielplatz wird pädagogisch betreut und bietet für Kinder und Jugendliche ganzjährig verschiedene Aktivitäten.
Der Fredenbaumpark ist Austragungsort des Dortmunder Halbmarathon und der Laufstrecke des Dortmunder Westfalen-Triathlon.
Zur Freizeitgestaltung bietet der Fredenbaumpark:
- Spazierwege, Bänke & Liegewiesen
- Erlebniswelt Fredenbaum Big Tipi
- Rosengarten
- Musikpavillon
- Abenteuer- und Bauspielplatz
- Kinderspielplätze
- Bootsverleih
- Modellboot-Teich
- Joggingstrecke
- Inlineskating (3 km langer Rundkurs)
- Minigolf (18 Bahnen)
- Boule
- Beachvolleyball
- Tischtennisplatten
- Grillplätze
- Jugendverkehrsgarten
- Mende-Sportanlage
- American Football (Dortmund Giants)
- Rugby (RFC Dortmund)[2]
- Gaststätte Schmiedingslust.

Zudem ist der Park regelmäßig Ort für Feste und Veranstaltungen. Beispielsweise gastiert hier seit den 1990er Jahren in jedem Frühling das Mittelalterlich Phantasie Spectaculum; im Advent und zum Jahreswechsel saisonal angepasst als Phantastischer Lichter Weihnachtsmarkt. Mehrmals im Jahr gibt es einen Trödelmarkt im Park.

## Geschichte
Hervorgegangen ist der Park aus dem Stadtwald Westerholz circa um das Jahr 1880 herum. Die Umgestaltung des Stadtwaldes zur Parkanlage wurde Ende des 19. Jahrhunderts eingeleitet und bis 1906 nach Plänen des Berliner Tiergartendirektors Hermann Geitner umgesetzt. 1881 wurde eine Pferdebahnverbindung zum Bahnhof in der Innenstadt eingerichtet. Die Strecke wird heute von der Stadtbahnlinie U41 befahren. Bereits 1888–90 war anstelle der Gaststätte Fredenbaum ein Saalbau mit 2.200 m² errichtet worden, in dem Schützen- und Volksfeste sowie Messen stattfanden. Hier fanden jeweils am 27. Januar die Feierlichkeiten zum Kaisergeburtstag statt, die als gesellschaftlicher Höhepunkt des Jahres galten.
Vom 13. bis zum 16. Mai 1891 gastierte Buffalo Bill’s Wild West Show während ihrer ersten Tournee durch das Deutsche Reich im Fredenbaumpark. Bereits die erste Vorstellung der Völkerschau wurde von rund 5000 Zuschauern besucht.
Nördlich des Fredenbaums, in unmittelbarer Nähe der heutigen Deutschen Gasrußwerke, wurde 1911 das erste Dortmunder Flugfeld eröffnet. Dieser Flugplatz war 1911 der Schauplatz der ersten Dortmunder Flugtage. Der Fredenbaumwirt Jos. Windheuser, ein begeisterter Anhänger der Luftfahrt, charterte für den 3. August 1913 das Parseval-Luftschiff PL 12 - CHARLOTTE. Aus Witterungsgründen fanden keine der geplanten Passagierfahrten statt, allerdings ließ Windheuser Reklamekarten des Vergnügungsparks von Bord des Luftschiffes über Dortmund verteilen. Das Flugfeld am Fredenbaum hatte bis zum Ersten Weltkrieg Bestand.
Im östlichen Teil des Parks wurde am Ostersonntag 1912 der Lunapark eröffnet, ein Freizeitpark im Stile des Berliner Lunaparks oder des Wiener Praters, in den über 60.000 Mark investiert wurden. Als Attraktionen wurden unter anderem eine Gebirgsbahn, eine Wasserrutschbahn und ein Hippodrom angeboten.